# Le Secret d'une mère (film, 1952)
Pour les articles homonymes, voir Le Secret d'une mère.
Pour plus de détails, voir Fiche technique et Distribution.
Le Secret d'une mère est un film français réalisé par Jean Gourguet, sorti en 1952.

## Fiche technique
- Titre : Le Secret d'une mère
- Réalisation : Jean Gourguet
- Scénario et dialogues : Jean et Michèle Gourguet
- Photographie : Scarciafico Hugo
- Cadreur : Charles-Henri Montel
- Son : Séverin Frankiel
- Montage : Daniel Lander
- Musique : René Denoncin
- Société de production : Société Française de Production
- Pays d'origine :  France
- Genre : Drame
- Durée : 92 minutes
- Date de sortie : 
  - France - 24 octobre 1952

## Distribution
- André Le Gall : Paul Martin
- Blanchette Brunoy : Françoise Gaudry
- Jane Marken : Rosa
- Grégoire Aslan : Georges Lavier
- René Génin : Le père aux chiens
- Jean Clarieux : Lucien Gaudry
- Héléna Manson
- Michel Vadet : Hugues Valette
- Mireille Ozy
- Zizi Saint-Clair : Josette Martin
- Monique Gérard
- Robert Hommet	: Dr Dumont